# Annona senegalensis
Annone, Pomme-cannelle du Sénégal
Espèce
Synonymes
- Annona arenaria Thonn.[2]
- Annona chrysophylla Bojer[3]
- Annona porpetac Boivin ex Baill.[4]
- Annona senegalensis var. deltoides Robyns & Ghesq.[5]

Ne doit pas être confondu avec Attier.
Le pommier cannelle du Sénégal (Annona senegalensis), est un arbuste de la famille des Annonaceae, du genre Annona, poussant dans les régions semi-arides et les zones subhumides. Son fruit, très prisé en Afrique pour ses qualités gustatives et pharmaceutiques, est  appelé annone ou pomme cannelle du Sénégal. 

## Description
Arbre ou arbuste poussant principalement dans les savanes et les forêts riveraines d'Afrique tropicale et australe. Il mesure jusqu'à 6 m de hauteur, possède d'assez grandes feuilles de couleur bleu verdâtre et produit des fruits comestibles, jaunes ou orange, de la grosseur d'une pomme. Ces fruits, riches en vitamines, sont sucrés et rappellent le goût de l'ananas et de la vanille.

## Liste des variétés et sous-espèces
Selon Tropicos (11 août 2017) (Attention liste brute contenant possiblement des synonymes) :
- sous-espèce Annona senegalensis subsp. oulotricha Le Thomas
- sous-espèce Annona senegalensis subsp. senegalensis
- variété Annona senegalensis var. arenaria Sillans
- variété Annona senegalensis var. areolata Le Thomas
- variété Annona senegalensis var. chrysophylla Sillans
- variété Annona senegalensis var. cuneata Oliv.
- variété Annona senegalensis var. deltoides Robyns & Ghesq.
- variété Annona senegalensis var. glabrescens Oliv.
- variété Annona senegalensis var. latifolia Oliv.
- variété Annona senegalensis var. oulotricha Le Thomas
- variété Annona senegalensis var. porpetac (Boiv. ex H. Baillon) Diels
- variété Annona senegalensis var. rhodesiaca Engl. & Diels
- variété Annona senegalensis var. senegalensis
- variété Annona senegalensis var. subsessilifolia Engl.